# Veluwse Golf Club
De Veluwse Golf Club is een Nederlandse golfclub in Hoog Soeren, 5 km ten westen van Apeldoorn.
Toen in 1957 de Veluwse Golf Club werd opgericht door Ir. G.W. Heinsius, kreeg de club de beschikking over een stuk grond van ongeveer 6 hectare gelegen in het park Berg en Bos bij Apeldoorn. Bij het zoeken naar een definitieve locatie kwamen verschillende terreinen in de omgeving in aanmerking, en uiteindelijk werd de keuze gemaakt op het huidige terrein. Een stuk grond bestond uit een kalverwei, een stuk bos, een dorpsvoetbalveld, een korenveld en de oude vuilnisbelt van Hoog Soeren. 
Nadat Prinses Wilhelmina toestemming had gegeven voor de aanleg van de 9-holes baan, kwam op maandag 12 maart 1962 de eerste bulldozer van de Mechanische Uitrustings-cie, van de Genie in actie om als oefening het ontwerp van de prachtige  9-holes bosbaan ontworpen door de Engelse golfarchitect Ken Cotton uit te voeren. Het is een PAR 71 baan met mooie afwisselende holes en heeft een unieke, glooiende 9e hole, waar door of over een vallei moet worden geslagen.
In december 1963 kreeg de vereniging officieel het lidmaatschap van het Nederlands Golf Comité (tegenwoordig Koninklijke Nederlandse  Golf Federatie (NGF)), en daarmee werd de Veluwse de 19de officiële golfbaan in Nederland. Op zaterdag 18 mei 1963 werd de baan officieel geopend.
De VGC heeft een volwaardige 9-holes bos-baan, vrijwel geheel omgeven door de natuurgebieden van het Kroondomein Het Loo.
De namen van de holes zijn ontleend aan historische plaatsen in Hoog Soeren, en oude mythen en sagen uit deze omgeving. 
- Hole 1. Het Hertendal
- Hole 2. De Jufferboom
- Hole 3. De Hoge Duvel
- Hole 4. De Grote en De Kleine Hul
- Hole 5. De Steeg
- Hole 6. Het Pomphul
- Hole 7. Het Zeultiens Gat
- Hole 8. De Dassenburcht
- Hole 9. Het Kroonjuweel.

Door Leading Courses werd de baan als nummer vijf in de categorie "Beste 9-holes overall van Nederland" in 2020 geclassificeerd. Dit mede onder invloed van de verkiezing van de beste greenkeeper in 2018, en de beste Golf Horeca in 2018 en 2019.
De Veluwse Golf Club vindt duurzaamheid belangrijk en is in 2019 gecertificeerd met de GEO-status. Uit het rapport van de auditor: "“Een zorgvuldig gekoesterd kleinood op de Veluwe, zo kan de baan van de Veluwse golfclub het beste worden omschrijven. … Met de weldadige en voor Nederland unieke stilte op deze locatie midden in de uitgestrekte Veluwse bossen heeft de club goud in handen.”
Adriaan Kok is als golfprofessional aan de club verbonden.
De Veluwse Golfclub speelt met heren- en een damesteams mee in de clubcompetitie van de Nationale Golf Federatie. Het eerste herenteam werd in 2019 kampioen van de derde klasse.